# Шапроде
Шапроде (нем. Schaprode) — община на острове Рюген в Германии, в земле Мекленбург-Передняя Померания, входит в район Померания-Рюген, и подчиняется управлению Вест-Рюген.
Население составляет 444 человека (на 31 декабря 2013 года). Занимает площадь 19,65 км².

## Состав коммуны
В состав коммуны входит 8 населённых пунктов:
- Гранскевиц (нем. Granskevitz) — усадьба с замком, основанные в 1570 году.
- Лештен (нем. Lehsten) — деревня.
- Нойхольштайн (нем. Neuholstein) — деревня.
- Поггенхоф (нем. Poggenhof) — деревня.
- Шапроде (нем. Schaprode) — центр коммуны. Первое упоминание относится к 1193 году.
- Зехоф (нем. Seehof) — прибрежная деревня.
- Штрой (нем. Streu) — усадьба.
- Ударс (нем. Udars) — деревня, первое упоминание относится к XVI веку.

## История
В 2011 году, после проведённых реформ, район Рюген был упразднён, а коммуна Шапроде вошла в район Померания-Рюген.

## Галерея

Шапроде на карте района и управления
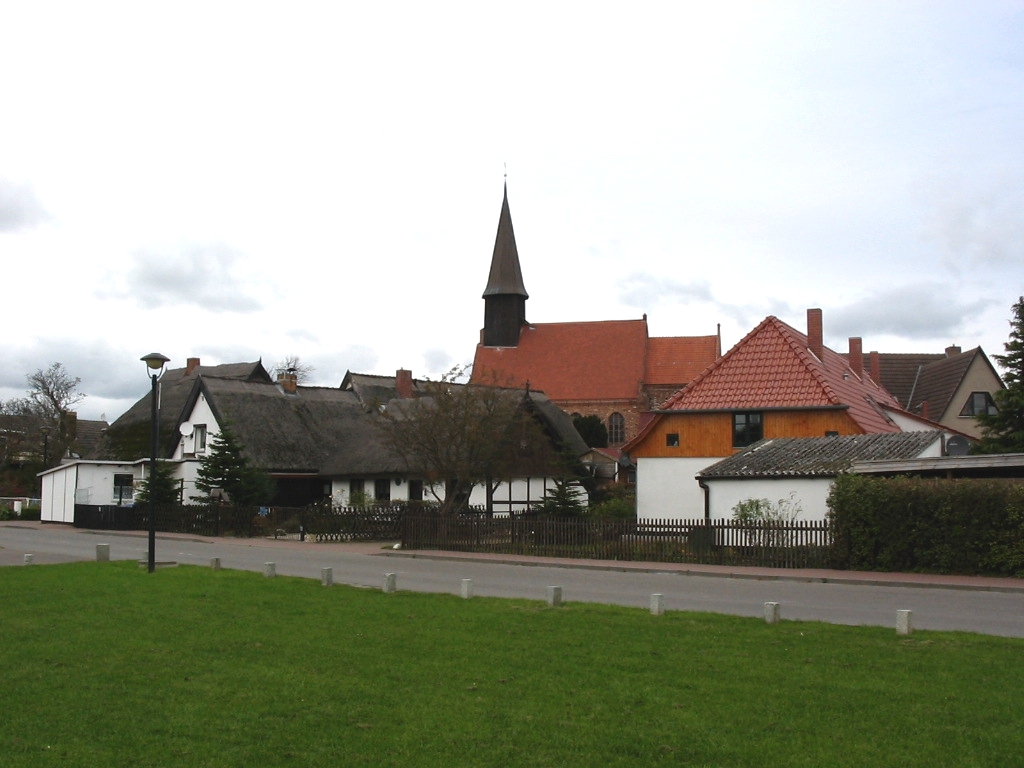
Вид на Шапроде
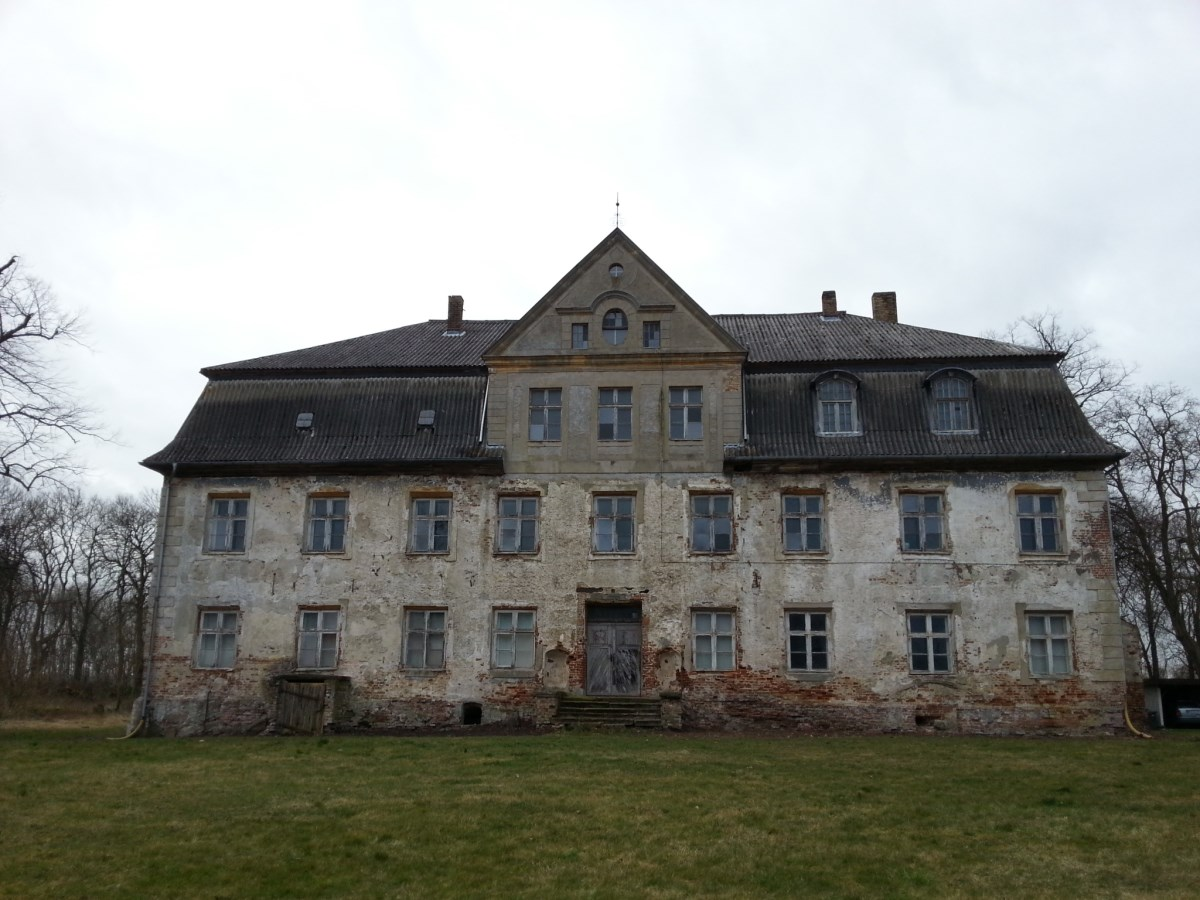
Особняк в Ударсе
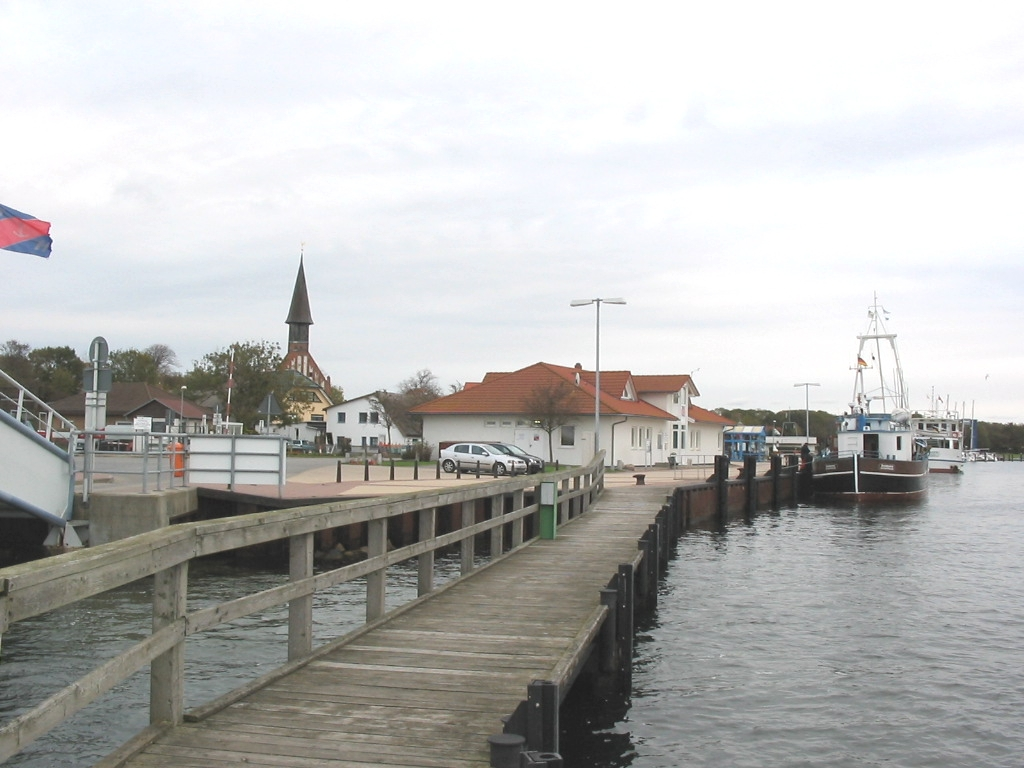
Пирс в Шапроде